# مؤسسة سميثسونيان

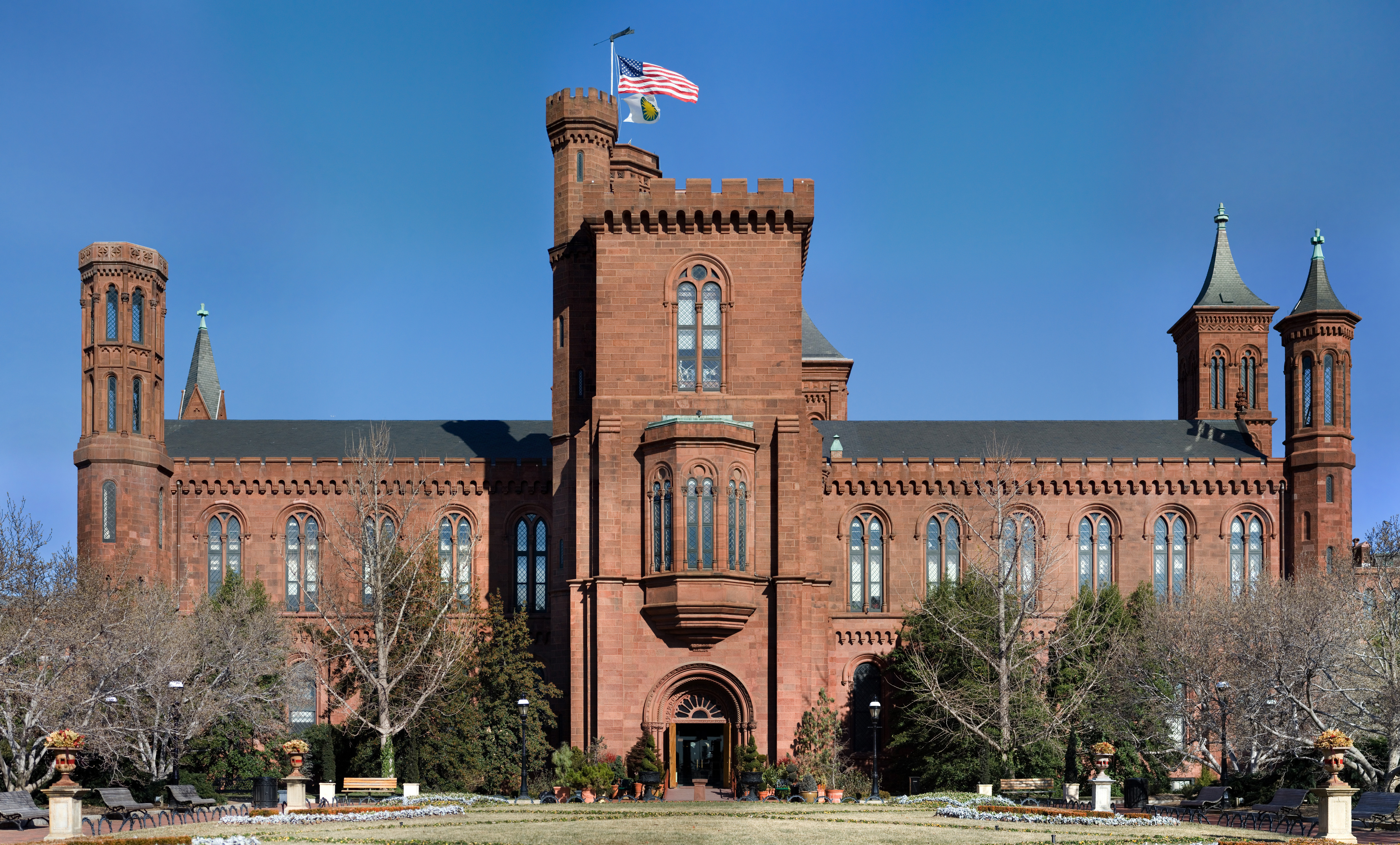
مقر مؤسسة سميثسونيان

مؤسسة سميثسونيان أو معهد سميثسونيان (بالإنجليزية: Smithsonian Institution) هي مؤسسة تعليمية وبحثية مع مجموعة متاحف تمولها وتديرها حكومة الولايات المتحدة بالإضافة إلى دخل من الهبات والتبرعات وأرباح متاجرها ومجلتها. تأسست في 10 أغسطس 1846 عبر قانون أصدره آنذاك الكونغرس الأمريكي، تقع معظم مرافقها في واشنطن العاصمة باستثناء 19 متحفا وحديقة حيوان وثمانية مراكز بحثية تتوزع بين فرجينيا وبنما ومدينة نيويورك وأماكن أخرى. وللمؤسسة أكثر من 142 مليون قطعة في مقتنياتها.
تقع مؤسسة سميثسونيان في منتزه ناشونال مول.
وتصدر المؤسسة مجلة شهرية باسمه سميثسونيان، ولديها شرطة خاصة تحمي الزوار والموظفين والمقتنيات.

## وصلات خارجية
- مؤسسة سميثسونيان على موقع الموسوعة البريطانية (الإنجليزية)
- موقع مؤسسة سميثسونيان
- الصفحة التعليمية
- أراشيف المؤسسة نسخة محفوظة 5 يوليو 2008 على موقع واي باك مشين.
- مكتباتها
- معرض كتابة على الصخر والصفحة العربية